# Płośnica
Płośnica (Heinrichsdorf fino al 1920 e dal 1939 al 1945) è un comune rurale polacco del distretto di Działdowo, nel voivodato della Varmia-Masuria.
Ricopre una superficie di 163,09 km² e nel 2004 contava 5 908 abitanti.
Comunità urbane e rurali:
| Nome polacco | Nome tedesco (fino al 1920 e 1939-45) |
| ------------ | ------------------------------------- |
| Gralewo      | Grallau                               |
| Gródki       | Grodtken                              |
| Gruszka      |                                       |
| Jabłonowo    | Jablonowo                             |
| Mały Łęck    | Klein Lensk                           |
| Murawki      | Murawken                              |
| Niechłonin   |                                       |
| Płośnica     | Heinrichsdorf                         |
| Prioma       | Priom                                 |
| Przełęk Duży | Groß Przellenk                        |
| Rutkowice    | Ruttkowitz                            |
| Skurpie      | Skurpien                              |
| Turza Mała   | Klein Tauersee                        |
| Wielki Łęck  | Groß Lensk                            |
| Zalesie      | Zalesie                               |